# Olaf Lurvik
Olaf Lurvik (Trondheim, 23 de setembre de 1963) fou un ciclista noruec que fou professional de 1988 a 1991. La seva victòria més important fou la Volta a Noruega de 1990.

## Palmarès
- 1985
  -  Campió de Noruega en persecució per equips
- 1987
  - 1r al Tour de la Somme
  - 1r al Gran Premi Ringerike
  - 1r a la París-Connerré
- 1990
  - 1r a la Volta a Noruega
  - 1r a la París-Chauny

### Resultats al Tour de França
- 1991. 73è de la classificació general